# Veinet
Vèina (en francès Veynes) és un municipi francès situat al departament dels Alts Alps i a la regió de Provença – Alps – Costa Blava.

## Demografia
| 1861                                       | 1962  | 1968  | 1975  | 1982  | 1990  | 1999  | 2006  | 2014  |
| ------------------------------------------ | ----- | ----- | ----- | ----- | ----- | ----- | ----- | ----- |
| 1.590                                      | 3.474 | 3.578 | 3.300 | 3.178 | 3.148 | 3.093 | 3.164 | 3.151 |
| Des de 1962: població sense dobles comptes |       |       |       |       |       |       |       |       |

## Administració
| Període   | Identitat                     | Partit        |
| --------- | ----------------------------- | ------------- |
| 1983-1995 | Danielle Chevalier            | PS            |
| 1995-2014 | Christine Nivou               | PS            |
| 2014-2020 | René Moreau                   | divers droite |
| 2020-     | Christian Gilardeau-Truffinet |               |